# Mustafá Jalil
Mustafá Jalil (en árabe, مصطفى خليل; Caliubia, 18 de noviembre de 1920 - El Cairo, 7 de junio de 2008) fue un político y militar egipcio que ejerció como Primer Ministro de Egipto de 1978 a 1980. Jalil también ejerció el cargo como Ministro de Asuntos de Exteriores de Egipto del 17 de febrero de 1979 hasta el 15 de mayo de 1980, tras la renuncia del titular del cargo por objeciones a las conversaciones de paz entre Egipto e Israel. Jalil es conocido sobre todo por su papel central en las negociaciones que llevaron a los Acuerdos de Camp David de 1979 entre Egipto e Israel.

## Biografía
Nació en la Caliubia. Jalil asistió a la Universidad de Illinois en Urbana-Champaign donde recibió una licenciatura y un doctorado en 1948 y 1951.
Mustafá Jalil acompañó al Presidente Anwar Sadat en la histórica primera visita a Jerusalén en novimebre de 1977 paraencontrar con el Primer Ministro de Israel Menachem Begin. Jalil también fue secretario general de la Unión Árabe Socialista. La visita de Anwar Sadat y Jalil allanaron el camino para las negociaciones del Presidente de los Estados Unidos Jimmy Carter, que se ultimaron en los Acuerdos de Camp David. El ex Secretario General de las Naciones Unidas Boutros Boutros-Ghali, quien sirvió como viceprimer ministro de Asuntos Exteriores bajo Jalil y también viajó con Jalil y Anwar Sadat a Israel en 1977, habló del importante papel que jugó Jalil en las negociaciones de paz: "Jalil contribuyó al servicio del país durante más de 50 años y participó en la creación paz y construcción de la base del desarrollo... Continuamos las negociaciones juntos que terminaron en el tratado de paz egipcio-israelí que lanzó el proceso de paz en la región."
Jalil sirvió como Primer Ministro de Egipto de 1978 hasta 1980. En sus últimos años, Jalil sirvió como vicepresidente del Partido Nacional Democrático, que era el partido gobernante de Egipto. Renunció a ese cargo en noviembre de 2007.
Mustafá Jalil murió el 7 de junio de 2008 a los 88 años en un hospital de El Cairo. Según MENA, la agencia de noticias estatal de Egipto, Jalil estaba siendo tratado en el hospital por una enfermedad no especificada en ese momento. Su funeral de estado se celebró el 9 de junio de2008, donde acudieron el Presidente de Egipto Hosni Mubarak y dignatarios tanto de Egipto como del Extranjero.